# Cibogor (Ligung)
Cibogor is een bestuurslaag in het regentschap Majalengka van de provincie West-Java, Indonesië. Cibogor telt 2568 inwoners (volkstelling 2010).